# Святой Джон из Лас-Вегаса
«Свято́й Джон из Лас-Ве́гаса» (англ. Saint John of Las Vegas) — комедия-драма 2009 года режиссёра Хью Роудса. В главных ролях: Стив Бушеми, Романи Малко, Сара Сильверман и Питер Динклэйдж. Мировая премьера состоялась 10 июня 2009 года.

## Сюжет
Страховой агент Джон (Стив Бушеми) имеет склонность к азартным играм и лотереям. По заданию босса (Питер Динклэйдж) ему предстоит отправиться в Лас-Вегас, город казино и азарта, откуда он когда-то переехал, пытаясь завязать с дурным увлечением. Стриптизёрша одного из ночных клубов (Эммануэль Шрики), оказавшаяся в инвалидной коляске в результате производственной травмы, требует денежную компенсацию. Джон и Вёрджил (Романи Малко) должны расследовать страховое мошенничество, детально восстановив картину произошедшего.

## В ролях
| Актёр             | Роль                        |
| ----------------- | --------------------------- |
| Стив Бушеми       | Джон                        |
| Романи Малко      | Вёрджил следователь         |
| Сара Сильверман   | Джилл коллега Джона         |
| Питер Динклэйдж   | мистер Таунсенд босс Джона  |
| Джесси Гарсия     | рейнджер                    |
| Джон Чо           | Смитти «факел» на карнавале |
| Тим Блейк Нельсон | Нэд голый активист          |
| Мэттью Макдаффи   | Люцифер                     |
| Эммануэль Шрики   | Тэйсти Ди Лайт стриптизёрша |
| Бен Зеллер        | владелец стоянки грузовиков |
| Авива Бауманн     | Пэнни                       |
| Дэнни Трехо       | Бисмарк                     |

## Роли дублировали
- Андрей Казанцев — Джон
- Андрей Бархударов — Вёрджил
- Жанна Никонова — Джилл
- Александр Новиков — мистер Таунсенд